# Université des sciences appliquées du Sud-Est de la Finlande
L'université des sciences appliquée du Sud-Est de la Finlande (finnois : Kaakkois-Suomen ammattikorkeakoulu) est une université créée en 2017 au Sud-Est de la Finlande. 

## Présentation
L'université est créée en 2017 en fusionnant l'université des sciences appliquées de la vallée de la Kymi (Kyamk) et l'université des sciences appliquées de Mikkeli (Mamk).
Xamk est administré par la société Kaakkois-Suomen Ammattikorkeakoulu Oy qui appartient aux villes de Mikkeli, Savonlinna, Kotka et Kouvola.
Le conseil d'administration de Xamk est composé de huit membres. Le président du conseil d'administration est Pekka Posti (depuis le 15.10.2021). Les autres membres du conseil sont:
- Vice-président Kimmo Mikander, Mikkeli
- Marjo Lakka, Kouvola
- Pia Paukku, Kotka
- Pirkko Rahikainen, Mikkeli
- Kirsi Torikka, Savonlinna
- Pekka Pulkkinen, membre élu parmi le personnel
- Antti Huuki, membre choisi par les étudiants

## Campus

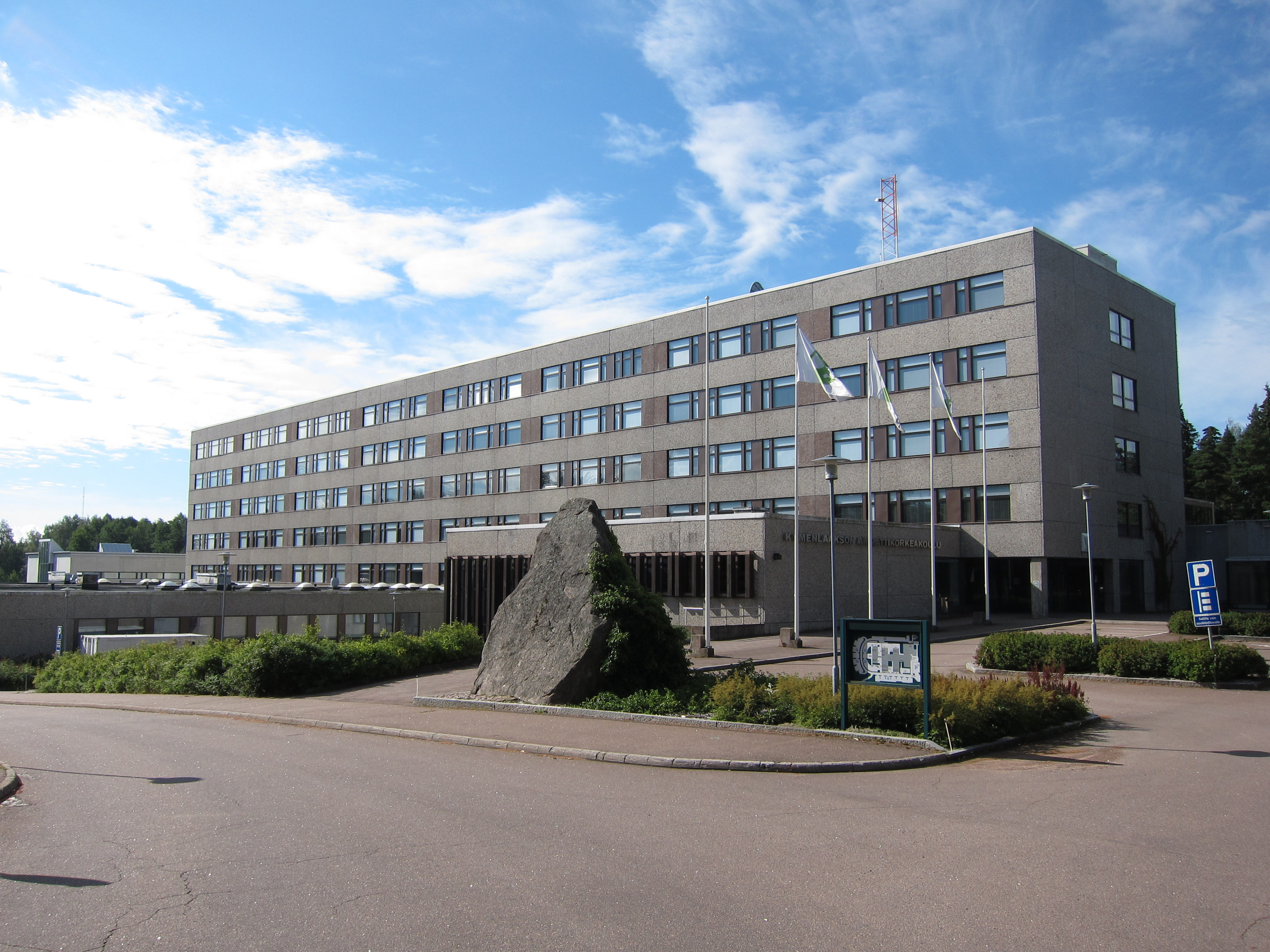
Campus de Metsola à Kotka.

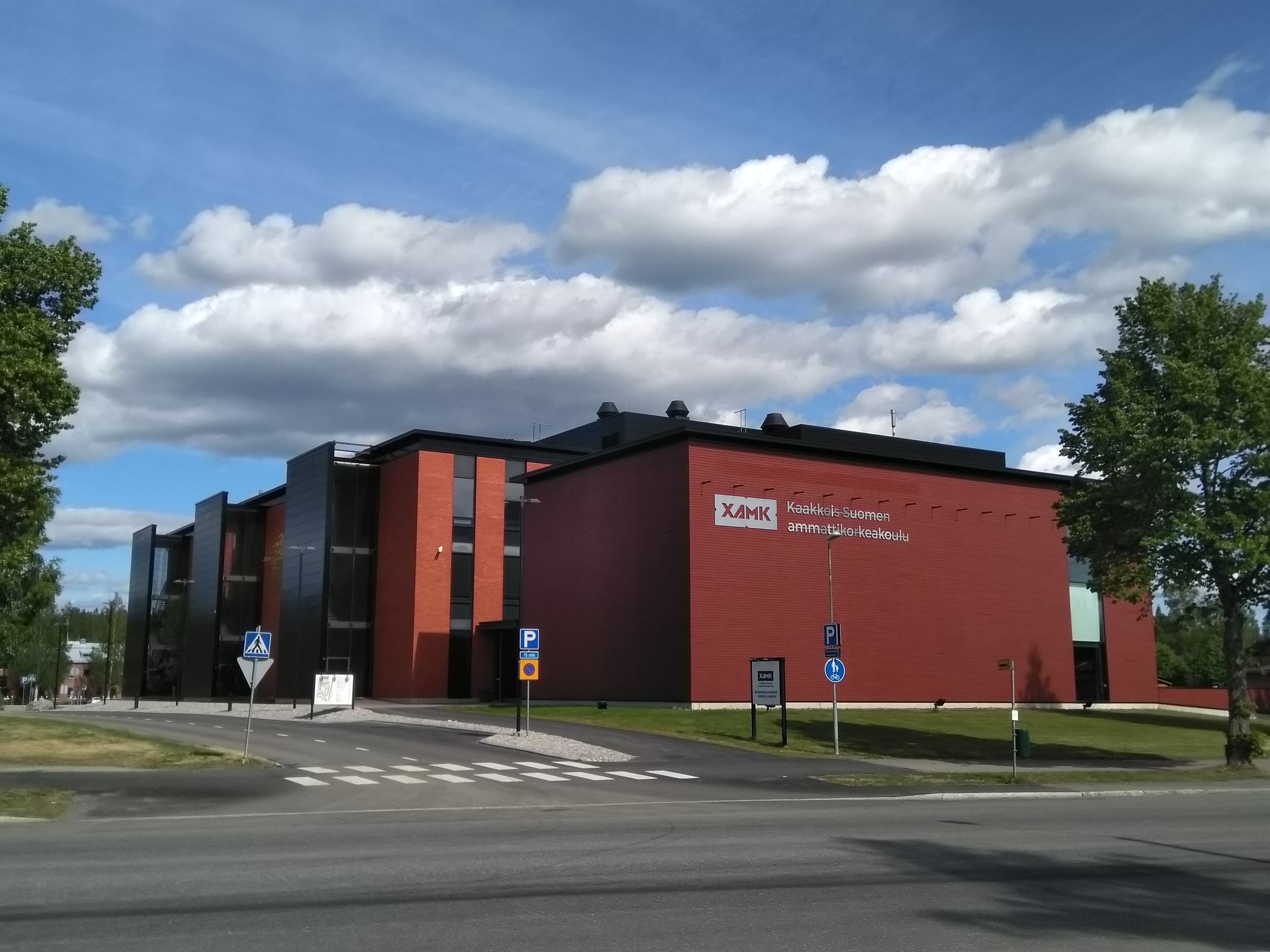
Campus de Mikkeli.

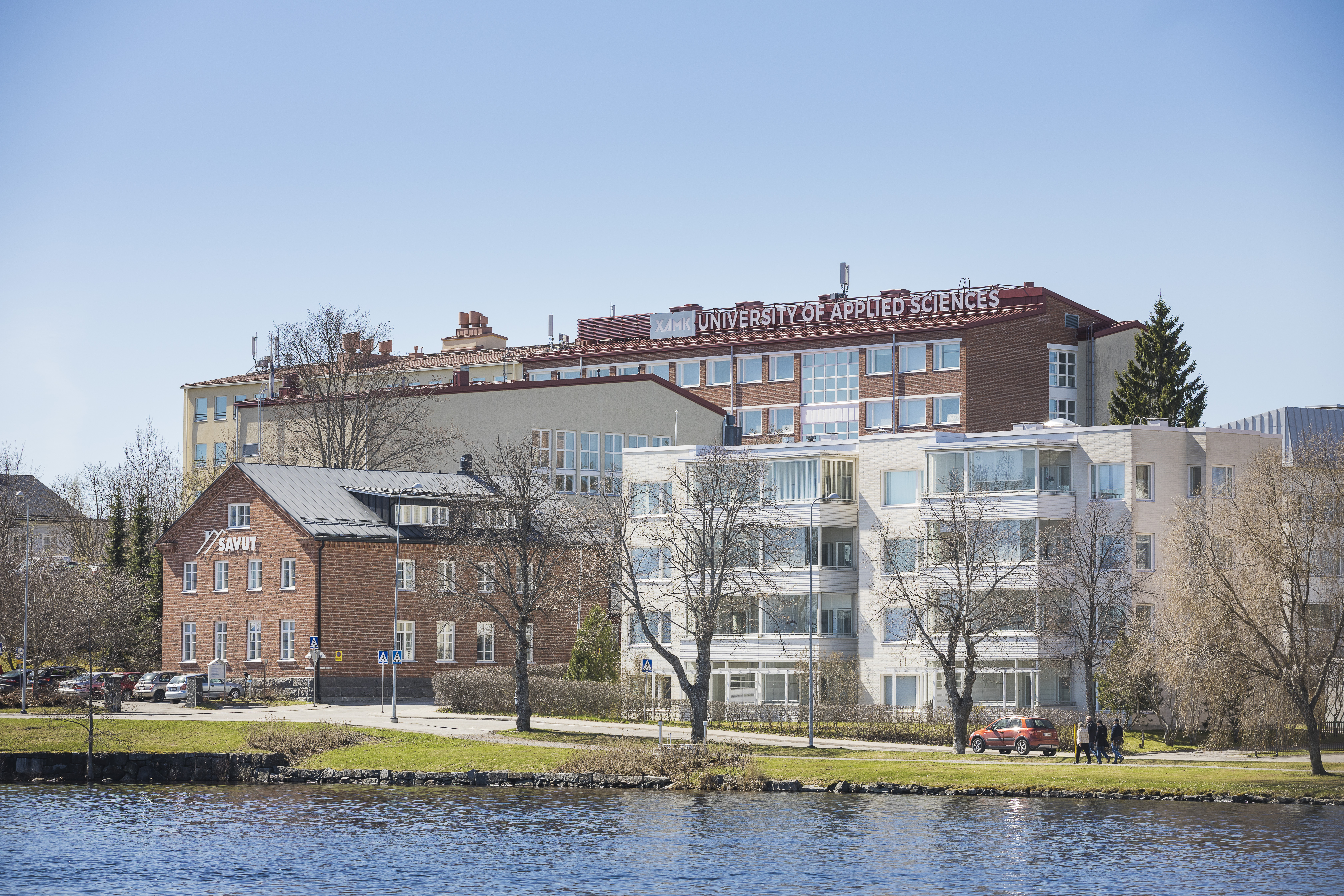
Campus de Savonlinna.

Xamk compte quatre campus à Mikkeli, Savonlinna, Kotka et Kouvola. 
Xamk propose près de 50 cursus et plus de 30 cours.
Il y a environ 2 900 étudiants en génie, en sciences sociales et en santé sur le campus de Kotka. 
Le campus de Kouvola compte environ 2 100 étudiants en design, bien-être, commerce et technologie. Sur le campus de Mikkeli, il y a plus de 4 000 étudiants en génie, génie forestier, restauration, bien-être et commerce. 
À Savonlinna, il y a environ 900 étudiants dans les domaines du travail social, de la santé et des sports, de l'ingénierie et de la sécurité.